# Spratt
A spratt vagy sprotni a heringfélék (clupeidae) családjában a Sprattus nemhez tartozó prédahalak (ragadozók táplálékául szolgáló halak) egy csoportjára alkalmazott általános név. A kifejezést számos más apró sprattszerű prédahalra is alkalmazzák (Clupeoides, Clupeonella, Corica, Ehirava, Hyperlophus, Microthrissa, Nannothrissa, Platanichthys, Ramnogaster, Rhinosardinia és Stolothrissa). A legtöbb prédahalhoz hasonlóan a sprotni is nagyon aktív, kicsi, olajos hal. Nagy csoportokban utaznak más halakkal, és egész nap folyamatosan úsznak. 
Táplálkozási értékük elismert, mivel magas szintű, többszörösen telítetlen zsírokat tartalmaznak, amelyeket az emberi étrend szempontjából kedvezőnek tartanak. A világ sok részén fogyasztják őket. A sprattot néha más halként tüntetik fel. A szardellából (a 19. század óta) előállított termékeket és a szardíniaként értékesített termékeket olykor sprattból készítik, mivel az eredeti termékek néha nehezebben elérhetőek. Íze könnyen összetéveszthető a fiatalabb szardínia ízével.
Frissen, sózva és füstölve, olajban eltéve is fogyasztják.